# Nazionale maschile under 20 di calcio a 5 dell'Argentina
La nazionale di calcio a 5 dell'Argentina Under-20 è la rappresentativa di calcio a 5 Under-20 dell'Argentina ed è posta sotto l'egida della Asociación del Fútbol Argentino. Partecipa al Sudamericano de Futsal Sub-20, che si tiene ogni due anni.
La nazionale argentina, dopo un esordio balbettante nel 2004 dove è giunta solo terza nel proprio raggruppamento e non si è qualificata per le semifinali della rassegna continentale, ha poi raggiunto due finali consecutive, pur uscendo sconfitta in entrambi i casi dalla selezione dei pari età del Brasile.
Il 3 novembre 2010 ad Itagüí in Colombia, l'Argentina è riuscita nell'impresa storica di battere i pari età del Brasile per 2-1, si è trattata non solo della prima vittoria dell'Argentina sui verdeoro, ma anche la prima sconfitta nella storia del Brasile sub-20. Solo la Colombia riuscira' a bloccare i gauchos in semifinale. Nei 2 campionati sudamericani successivi la nazionale argentina non riuscira' più a passare lo scoglio delle semifinali, ma vincera' sempre la finalina di consolazione per il terzo posto.

## Partecipazioni al Sudamericano de Futsal Sub-20
- 2004: eliminata al primo turno
- 2006: Vicecampione (battuta dal Brasile 2-0)[1]
- 2008: Vicecampione (battuta dal Brasile 5-1)
- 2010:  Terzo posto
- 2013:  Terzo posto
- 2014:  Terzo posto